# 加州州立大學多明格斯山分校
加州州立大學多明格斯山分校（英語：California State University, Dominguez Hills，CSUDH；亦稱Dominguez Hills、Cal State Dominguez Hills或Dominguez Hills State University）是加利福尼亞州立大學系統內、位於美國加利福尼亞州卡森的一所公立大學，成立於1960年。2019年《美國新聞與世界報道》將其排在“西部地區大學”中的第88位。

## 外部連結
- 官方网站
- Official Athletics website（页面存档备份，存于）